# Sofia (nome)
Sofia  è un nome proprio di persona italiano femminile.

## Varianti
- Femminili: Sonia[2]
- Maschili: Sofio[1]

### Varianti in altre lingue
- Basco: Sofia
- Bulgaro: София (Sofija)[2]
- Catalano: Sofia[2]
- Ceco: Sofie[2], Žofie[2]
- Croato: Sofija[2]
- Danese: Sofie[2]
- Estone: Sofia[2]
- Finlandese: Sohvi[2], Sofia[2]
- Francese: Sophie[2]
- Greco antico: Σοφία (Sophia)[2]
- Greco moderno: Σοφία (Sofia)[2]
- Inglese: Sophia[2], Sophie[2]
  - Alterati: Sophy[2]
- Lettone: Sofija[2]
- Lituano: Sofija[2]
- Macedone: Софија (Sofija)[2]
- Norvegese: Sofia[2]
- Olandese: Sophie[2], Sofie[2]
- Polacco: Zofia[2]
  - Alterati: Zosia[2]
- Portoghese: Sofia[2]
- Rumeno: Sofia[2]
- Russo: Софья (Sof'ja)[2], София (Sofija)[2]
- Serbo: Софија (Sofija)[2]
- Slovacco: Žofia[2], Sofia[2]
- Spagnolo: Sofía[2]
- Svedese: Sofia[2]
- Tedesco: Sophia[2], Sophie[2], Sofie[2], Sofia[2]
- Ucraino: Софія (Sofija)[2]
- Ungherese: Zsófia[2]
  - Alterati: Zsófika[2]

## Origine e diffusione
Deriva dal greco antico σοφία (sophia), che letteralmente significa "sapienza", "saggezza" (la stessa radice da cui sono tratti i nomi Sofocle e Sofronio).
Era un nome comune fra la nobiltà medievale europea, e giunse in Gran Bretagna grazie agli Hannover, che ereditarono il trono nel XVIII secolo. 
In Italia il nome, diffuso nel XX secolo soprattutto in Sicilia grazie al culto di santa Sofia patrona di Sortino, deve in parte la sua popolarità all'attrice Sophia Loren. Dall'inizio del XXI secolo Sofia è uno dei nomi più popolari tra le nuove nate. Secondo l'ISTAT la sua diffusione è in costante ascesa: partendo dalla tredicesima posizione nel 1999, si è attestato come primo nome in Italia dal 2010 al 2020, registrando una media di quasi 7 000 neonate all'anno con questo nome.
NatiAnno30004000500060007000800090001995200020052010201520202025FemmineFemmine nate in Italia che si chiamano Sofia

## Onomastico
L'onomastico si può festeggiare in memoria di varie sante e beate, alle date seguenti:
- 1º aprile, beata Sofia Czeska-Maciejowska, fondatrice[5]
- 30 aprile, santa Sofia di Fermo, vergine e martire assieme a Vissia sotto Decio[5]
- 25 maggio, santa Madeleine-Sophie Barat, vergine[5]
- 10 settembre, santa Sofia, martire siciliana, patrona di Sortino;
- 18 settembre, santa Sofia, martire con sant'Irene[5]
- 23 settembre, beata Sofia Ximenez Ximenez, madre di famiglia e martire presso Valencia[5]
- 30 settembre, santa Sofia, martire a Roma con le sue tre figlie, commemorata[5]
- 15 ottobre, santa Sofia, martire a Cagliari con Cecilia e Ginia sotto Diocleziano[5]

## Persone

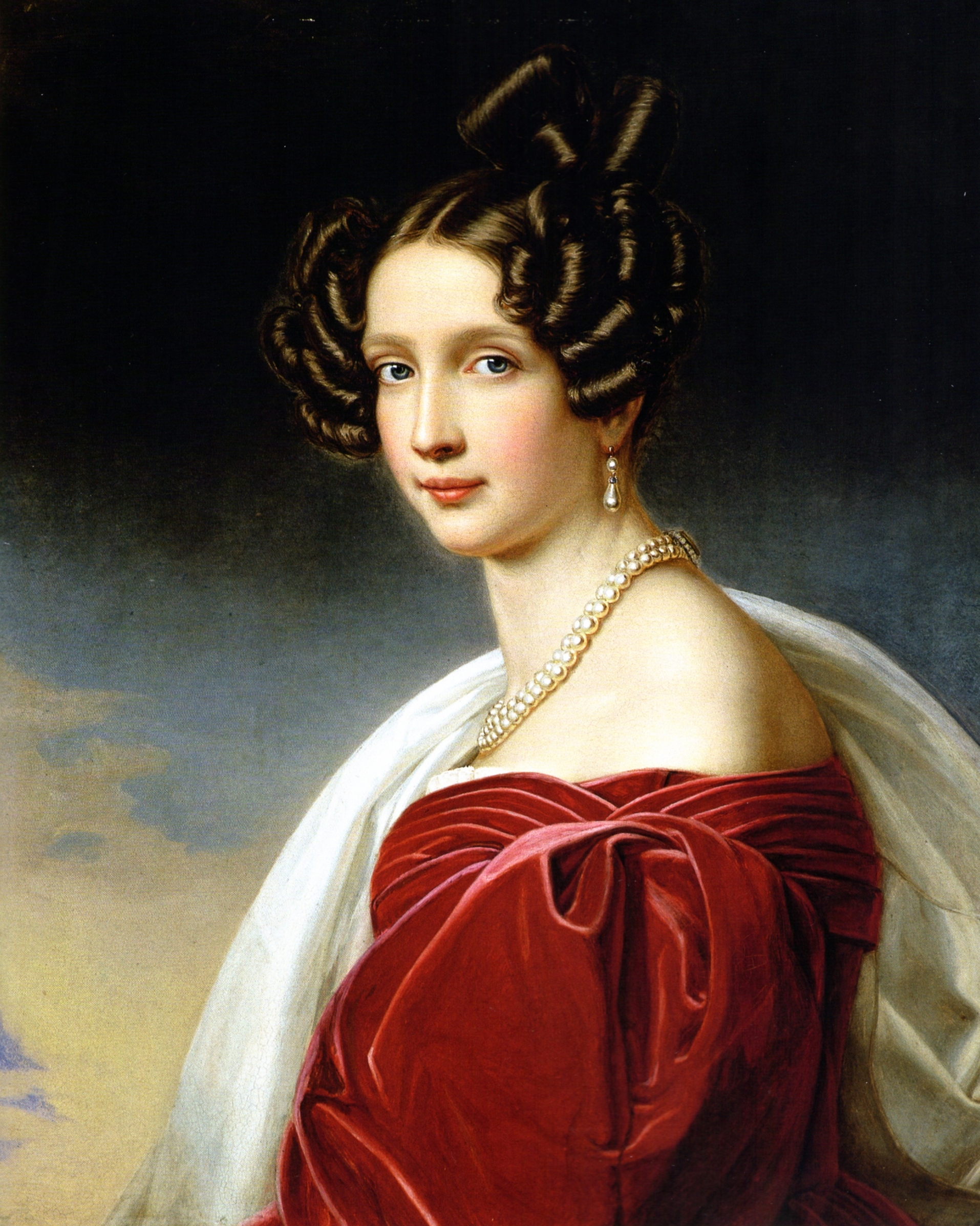
Sofia di Baviera

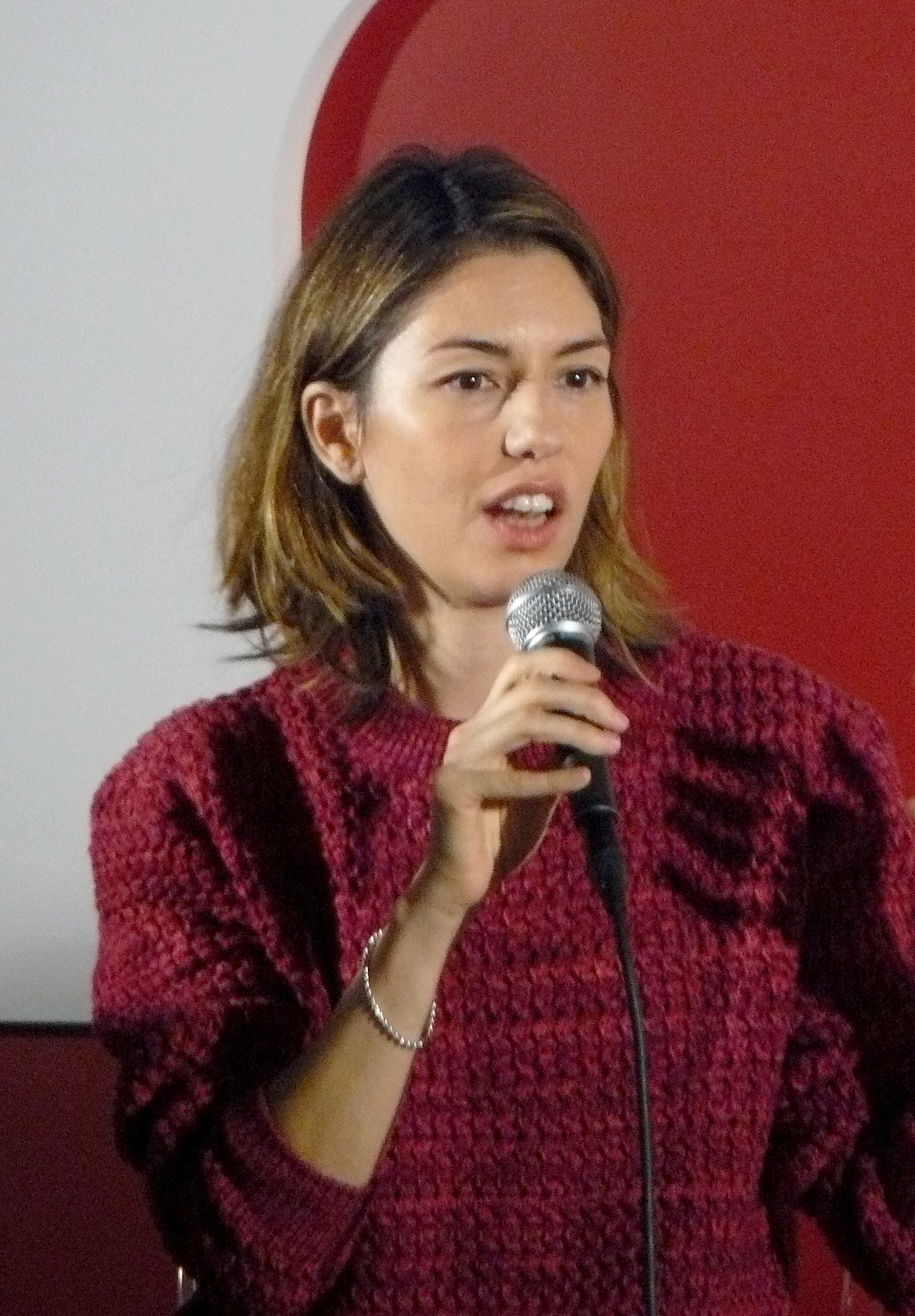
Sofia Coppola

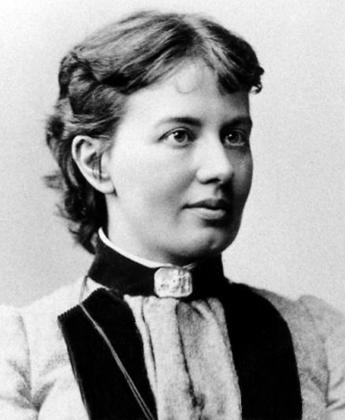
Sof'ja Vasil'evna Kovalevskaja

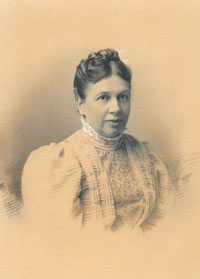
Sof'ja Tolstaja

- Sofia di Baviera, arciduchessa d'Austria
- Sofia Carlotta di Baviera, duchessa di Baviera
- Sofia Dorotea di Celle, moglie di re Giorgio I di Gran Bretagna
- Sofia di Grecia, regina di Spagna
- Sofia di Nassau, regina di Svezia e Norvegia
- Sofia del Palatinato, duchessa consorte di Brunswick-Lüneburg
- Sofia Dorotea di Württemberg, imperatrice consorte di Russia con il nome di Marija Fëdorovna
- Sofia Cacherano di Bricherasio, pittrice e filantropa italiana
- Sofia Boutella, attrice e ballerina algerina naturalizzata francese.
- Sofia Carson, attrice, cantante e ballerina statunitense
- Sofia Coppola, regista, sceneggiatrice e attrice statunitense
- Sofia Goggia, sciatrice alpina italiana
- Sofia Milos, attrice svizzera naturalizzata italiana
- Sofia Ventura, accademica e politologa italiana

### Variante Sofía
- Sofía Bertolotto, attrice argentina
- Sofía Mazagatos, modella spagnola
- Sofía Mulánovich, surfista peruviana
- Sofía Rojas, supercentenaria colombiana
- Sofía Silva, modella venezuelana
- Sofía Vergara, modella e attrice colombiana naturalizzata statunitense

### Variante Sof'ja
- Sof'ja Guljak, pianista russa
- Sof'ja Evgen'evna Konuch, pallanuotista russa
- Sof'ja Vasil'evna Kovalevskaja, matematica, attivista e scrittrice russa
- Sof'ja Ivanovna Muratova, ginnasta sovietica
- Sof'ja L'vovna Perovskaja, rivoluzionaria russa
- Sof'ja Alekseevna Romanova, reggente del trono di Russia per conto dei fratelli Ivan V e Pietro il Grande
- Sof'ja Tolstaja, contessa e scrittrice russa

### Variante Sofija
- Sofija Mykolaïvna Bohomolec', rivoluzionaria ucraina
- Sofija Asgatovna Gubajdulina, musicista e compositrice russa
- Sofija Jakovlevna Parnok, poetessa e traduttrice sovietica
- Sofija Pekić, cestista jugoslava
- Sofija Rotaru, cantante, attrice e produttrice discografica moldava
- Sofija Rud'eva, modella russa
- Sofija Velikaja, schermitrice russa

### Variante Sophia
- Sophia Bush, attrice statunitense

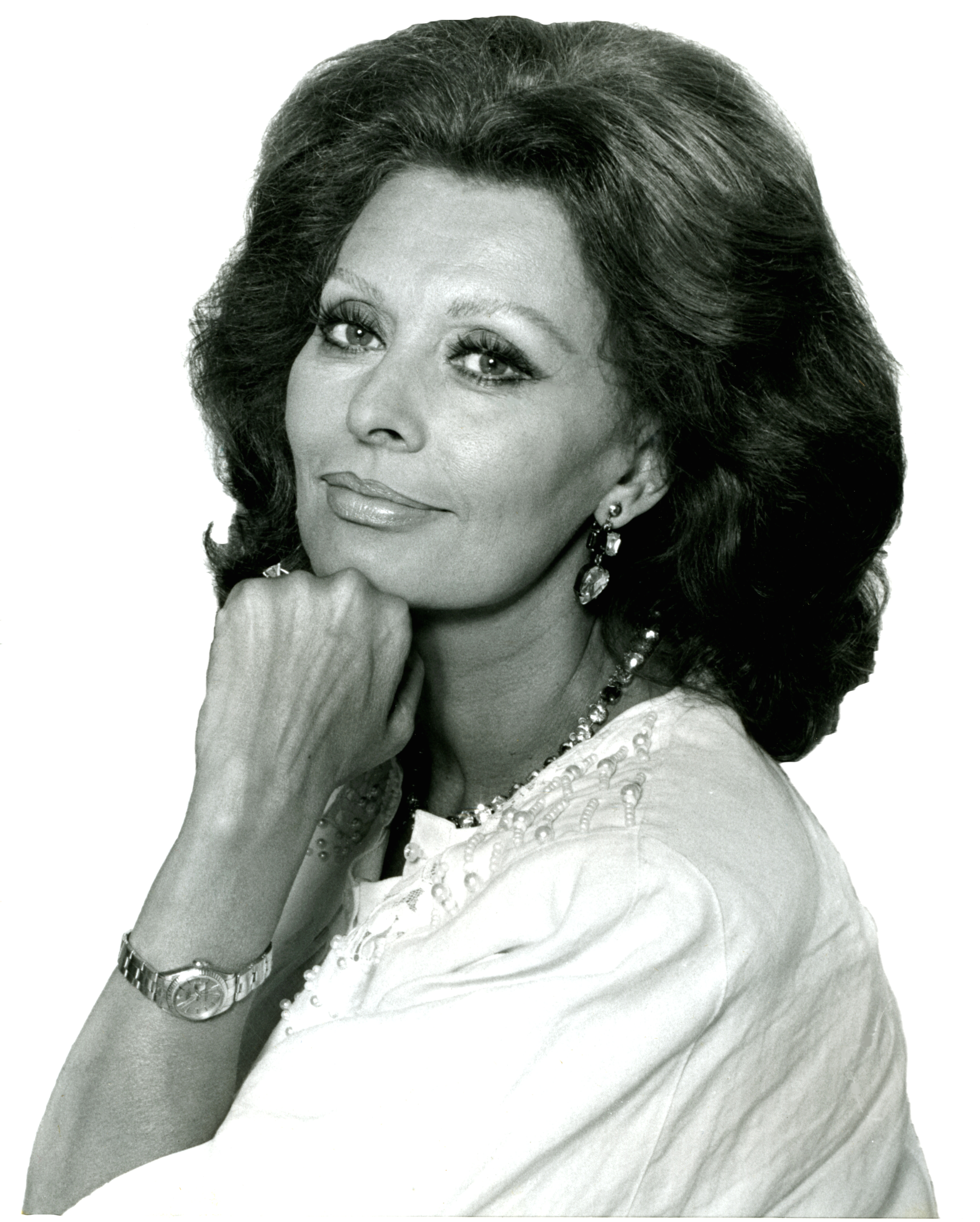
Sophia Loren

- Sophia de Mello Breyner, poetessa portoghese
- Sophia Engastromenou, moglie di Heinrich Schliemann
- Sophia Grojsman, profumiera statunitense
- Sophia Jex-Blake, medico britannico
- Sophia Lombardo, attrice italiana
- Sophia Loren, attrice italiana
- Sophia Myles, attrice britannica
- Sophia Santi, ex pornoattrice canadese
- Sophia Thomalla, attrice tedesca
- Sophia Williams-De Bruyn, politica e sindacalista sudafricana
- Sophia Witherspoon, cestista e allenatrice di pallacanestro statunitense
- Sophia Young, cestista sanvincentina

### Variante Sophie

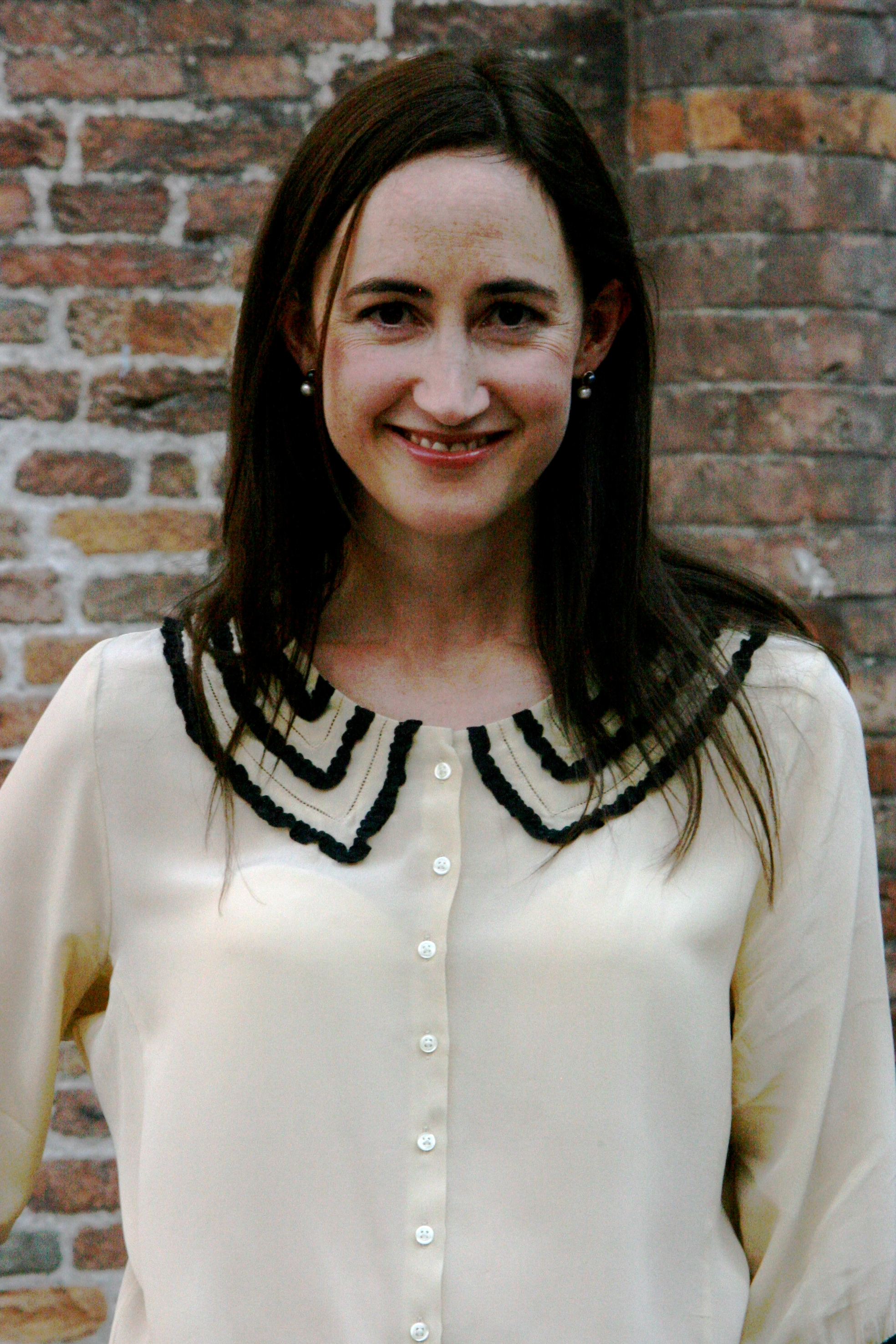
Sophie Kinsella

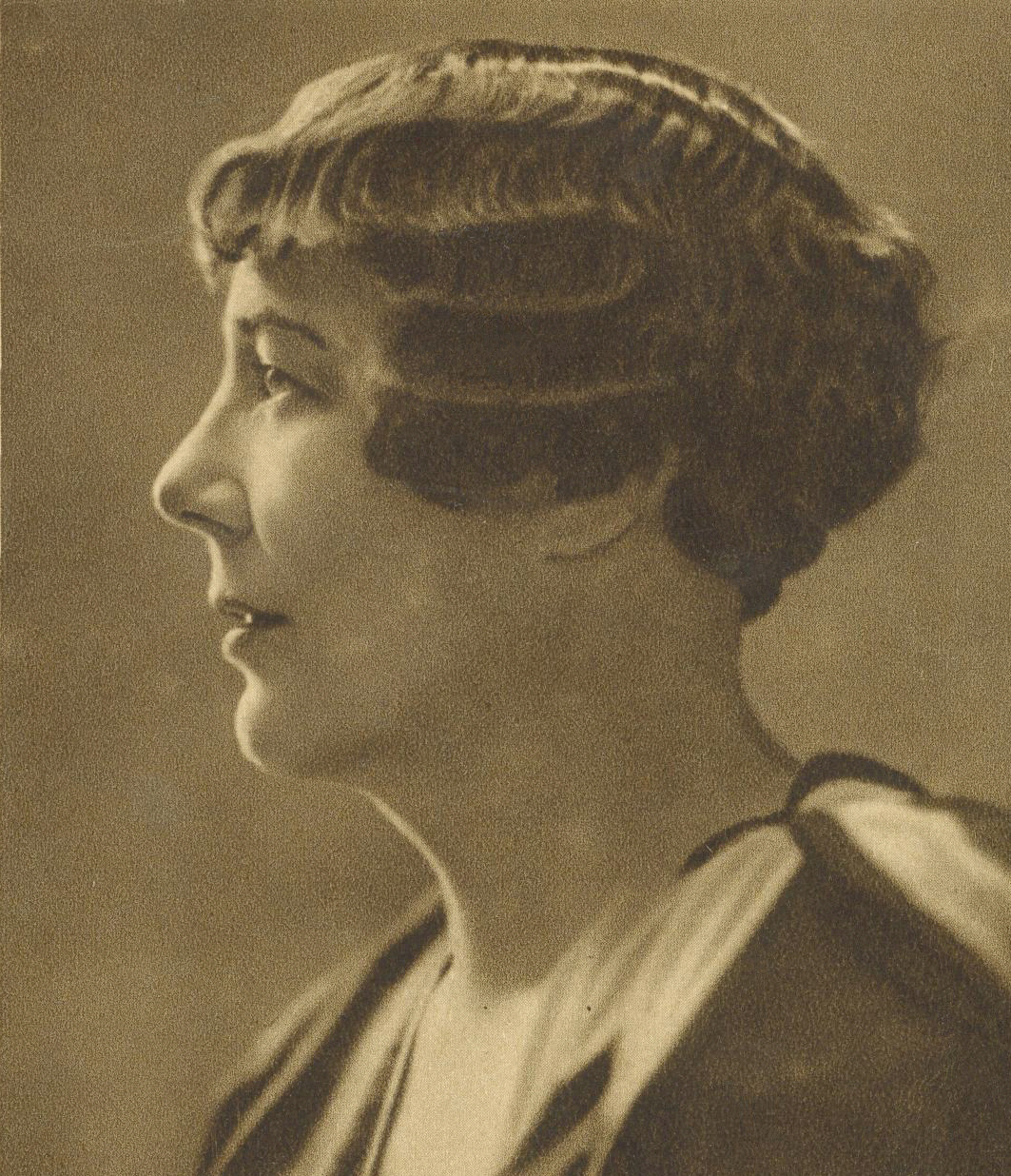
Zofia Kossak Szczucka

- Sophie Arnould, cantante e attrice francese
- Sophie Blanchard, pioniera dell'aviazione francese
- Sophie Chotek von Chotkowa, moglie di Francesco Ferdinando d'Asburgo-Este
- Sophie Ellis-Bextor, cantante britannica
- Sophie Germain, matematica francese
- Sophie Kinsella, scrittrice britannica
- Sophie Leeves, religiosa britannica
- Sophie Marceau, attrice, regista e sceneggiatrice francese
- Sophie Okonedo, attrice britannica
- Sophie Rhys-Jones, membro della famiglia reale britannica
- Sophie Rundle, attrice britannica
- Sophie Scholl, studentessa e antifascista tedesca
- Sophie Taeuber-Arp, pittrice svizzera
- Sophie Thompson, attrice britannica
- Sophie Turner, attrice britannica
- Sophie Ward, attrice britannica

### Altre varianti
- Zofia Kielan-Jaworowska, paleontologa polacca
- Zofia Kossak Szczucka, scrittrice polacca
- Zsófia Méray-Horváth, pattinatrice artistica su ghiaccio ungherese
- Anne Sofie von Otter, mezzosoprano svedese

## Il nome nelle arti
- Sofia è un personaggio del libro per ragazzi Il GGG scritto da Roald Dahl.
- Sofia è la protagonista della serie animata Sofia la principessa.
- Sofia è la protagonista dei romanzi della serie La ragazza drago, scritti da Licia Troisi.
- Sofia è un personaggio del manga Claymore.
- Sofia Amundsen è la protagonista del romanzo Il mondo di Sofia di Jostein Gaarder.
- Sofie Fatale è un personaggio del film Kill Bill: Volume 1, diretto da Quentin Tarantino.
- Sof'ja Petrovna Lipatova è un personaggio del romanzo di Lidija Korneevna Čukovskaja Sof'ja Petrovna.
- Sophie Neveu è un personaggio del romanzo di Dan Brown Il codice da Vinci.
- Sophie Richards è la donna da salvare nel videogioco arcade The House of the Dead.
- Sofia Robbins Torres Sloan è un personaggio della serie televisiva Grey's Anatomy.
- Sophie Rousseau è un personaggio della soap opera CentoVetrine.
- Sofia Teodores è un personaggio della serie manga Eden: It's an Endless World!.
- Sofia Western è la protagonista femminile del romanzo di Henry Fielding Tom Jones.
- Sophie Zawistowska è la protagonista femminile del romanzo di William Styron La scelta di Sophie, e dell'omonimo film del 1982 da esso tratto, diretto da Alan J. Pakula.
- Sofia è un personaggio della novella delle mille e una notte chiamata "Storia del facchino di Bagdad".
- Sofia è un singolo di Álvaro Soler.
- Sofia è un singolo di Clairo.
- Sofia è una canzone di Fiorella Mannoia.
- Sophie è un personaggio della saga L'accademia del bene e del male di Soman Chainani.
- Sophie Shanagall è un personaggio della serie Hunter Street.
- Sophia è un personaggio della serie televisiva Idol x Warrior: Miracle Tunes!.